# シェルビー・マイン

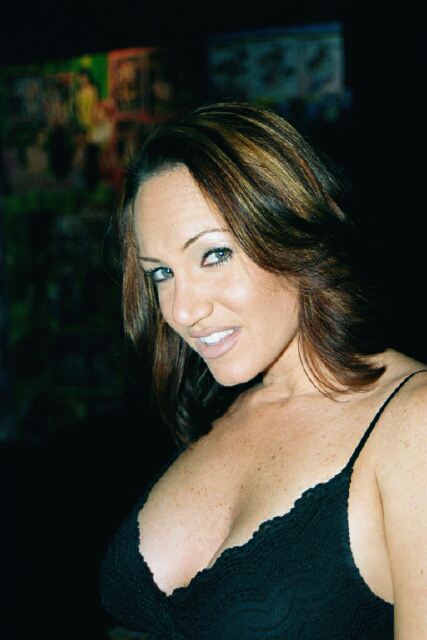
シェルビー・マイン

シェルビー・マイン（Shelbee Myne、 1974年1月6日 - ）は、アメリカ合衆国のポルノ女優。カリフォルニア州出身。